# Vernoux-en-Vivarais
Vernoux-en-Vivarais est une commune française, située dans le département de l'Ardèche en région Auvergne-Rhône-Alpes.
Commune adhérente au parc naturel régional des Monts d'Ardèche, elle est rattachée au canton de Rhône-Eyrieux et ses habitants sont dénommés les Vernoussains.

## Géographie

### Situation et description
Vernoux-en-Vivarais est une commune de dimension relativement modeste et à l'aspect essentiellement rural. Positionnée à égale distance des agglomérations de Valence et de Privas, elle est cependant rattachée à la communauté d'agglomération Privas Centre Ardèche.

### Communes limitrophes
Vernoux-en-Vivarais est limitrophe de huit communes, toutes situées dans le département de l'Ardèche et réparties géographiquement de la manière suivante :

### Climat
Pour des articles plus généraux, voir Climat d'Auvergne-Rhône-Alpes et Climat de l'Ardèche.
En 2010, le climat de la commune est de type climat des marges montargnardes, selon une étude du CNRS s'appuyant sur une série de données couvrant la période 1971-2000. En 2020, Météo-France publie une typologie des climats de la France métropolitaine dans laquelle la commune est dans une zone de transition entre le climat de montagne et le climat méditerranéen et est dans la région climatique  Moyenne vallée du Rhône, caractérisée par un bon ensoleillement en été (fraction d’insolation > 60 %), une forte amplitude thermique annuelle (4 à 20 °C), un air sec en toutes saisons, orageux en été, des vents forts (mistral), une pluviométrie élevée en automne (250 à 300 mm). 
Pour la période 1971-2000, la température annuelle moyenne est de 10,2 °C, avec une amplitude thermique annuelle de 17 °C. Le cumul annuel moyen de précipitations est de 1 026 mm, avec 7,4 jours de précipitations en janvier et 5,4 jours en juillet. Pour la période 1991-2020, la température moyenne annuelle observée sur la station météorologique installée sur la commune est de 11,2 °C et le cumul annuel moyen de précipitations est de 1 203,6 mm,. Pour l'avenir, les paramètres climatiques de la commune estimés pour 2050 selon différents scénarios d'émission de gaz à effet de serre sont consultables sur un site dédié publié par Météo-France en novembre 2022.
| Mois                                  | jan.             | fév.           | mars            | avril         | mai           | juin         | jui.          | août          | sep.            | oct.          | nov.            | déc.           | année     |
| ------------------------------------- | ---------------- | -------------- | --------------- | ------------- | ------------- | ------------ | ------------- | ------------- | --------------- | ------------- | --------------- | -------------- | --------- |
| Température minimale moyenne (°C)     | 0,4              | 0,4            | 2,9             | 5,2           | 8,9           | 12,3         | 14,4          | 14,1          | 10,6            | 7,9           | 3,8             | 1,2            | 6,8       |
| Température moyenne (°C)              | 3,5              | 4              | 7,3             | 10            | 13,8          | 17,7         | 20,1          | 19,8          | 15,6            | 11,8          | 7               | 4,2            | 11,2      |
| Température maximale moyenne (°C)     | 6,6              | 7,7            | 11,7            | 14,8          | 18,8          | 23,1         | 25,9          | 25,6          | 20,6            | 15,7          | 10,2            | 7,2            | 15,7      |
| Record de froid (°C) date du record   | −17,2 16.01.1893 | −20 11.02.1956 | −13 07.03.1971  | −5 06.04.1970 | −3 01.05.1945 | 1 04.06.1984 | 4 04.07.1962  | 4 15.08.1961  | −1,2 24.09.1931 | −6 27.10.1949 | −9 28.11.1915   | −17 21.12.1938 | −20 1956  |
| Record de chaleur (°C) date du record | 20,4 01.01.22    | 20 23.02.20    | 23,5 18.03.1997 | 26 24.04.07   | 31,5 22.05.22 | 37 27.06.19  | 36,2 18.07.22 | 37,5 05.08.03 | 31,3 17.09.1987 | 29,1 09.10.23 | 21,8 02.11.1981 | 21,1 31.12.21  | 37,5 2003 |
| Précipitations (mm)                   | 81,8             | 54,9           | 62,7            | 90,7          | 104,2         | 72,9         | 75,1          | 84,6          | 137,9           | 186           | 170,2           | 82,6           | 1 203,6   |

### Hydrographie
Le territoire de la commune est arrosé par le Duzon et le Sérouant.

### Voies de communication
En 1910, un tramway de la compagnie des Tramways de l'Ardèche reliait Saint-Péray à Vernoux, dont elle constituait la ligne n°8. Elle empruntait une partie de l'actuelle route départementale D533 et est restée en activité une vingtaine d'années.

## Urbanisme

### Typologie
Au 1er janvier 2024, Vernoux-en-Vivarais est catégorisée bourg rural, selon la nouvelle grille communale de densité à 7 niveaux définie par l'Insee en 2022.
Elle est située hors unité urbaine et hors attraction des villes,.

### Occupation des sols
L'occupation des sols de la commune, telle qu'elle ressort de la base de données européenne d’occupation biophysique des sols Corine Land Cover (CLC), est marquée par l'importance des territoires agricoles (55,7 % en 2018), en diminution par rapport à 1990 (57,6 %). La répartition détaillée en 2018 est la suivante : 
forêts (40 %), zones agricoles hétérogènes (34,7 %), prairies (21,1 %), zones urbanisées (4,3 %).
L'évolution de l’occupation des sols de la commune et de ses infrastructures peut être observée sur les différentes représentations cartographiques du territoire : la carte de Cassini (XVIIIe siècle), la carte d'état-major (1820-1866) et les cartes ou photos aériennes de l'IGN pour la période actuelle (1950 à aujourd'hui).

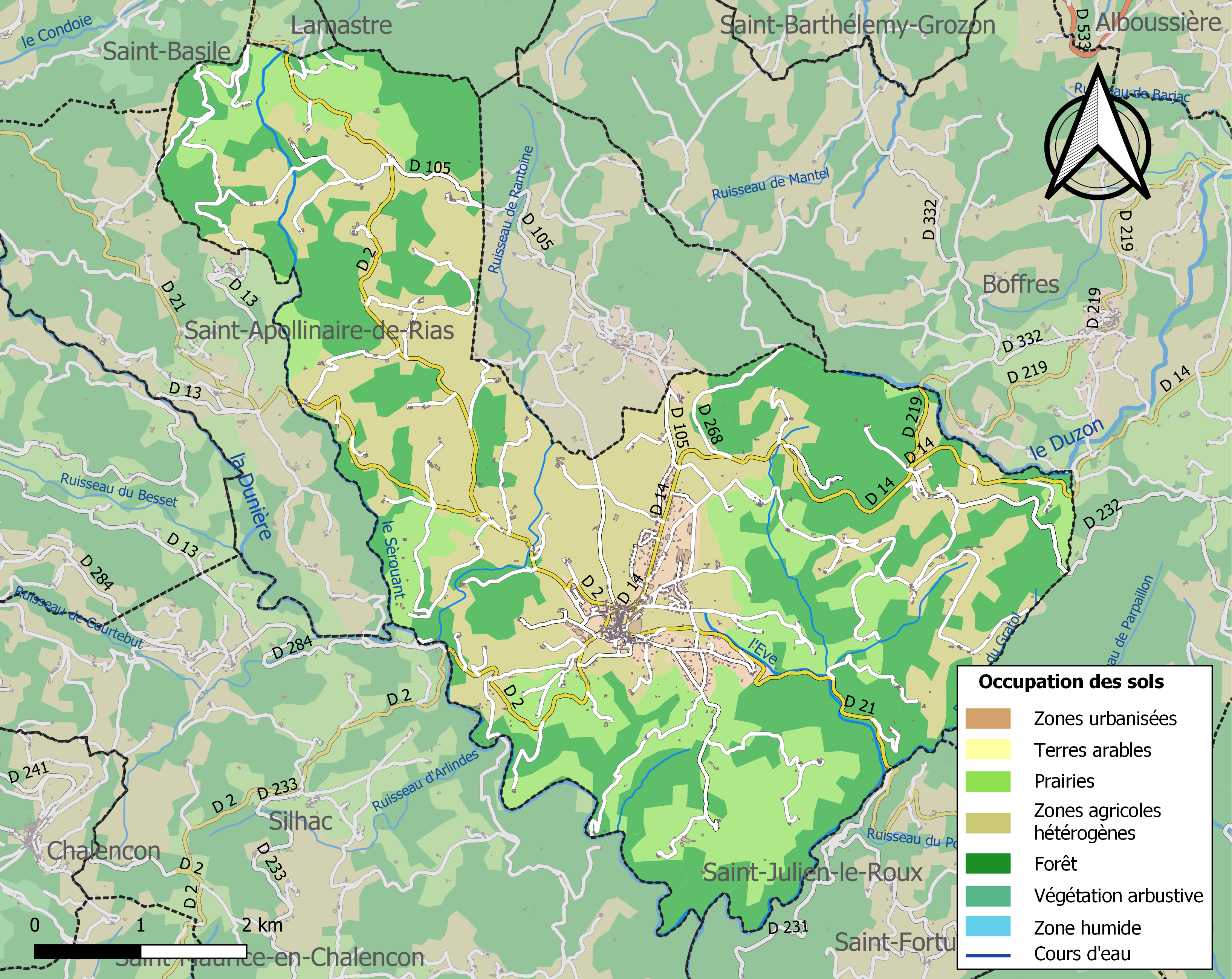
Carte des infrastructures et de l'occupation des sols de la commune en 2018 (CLC).

### Risques naturels

#### Risques sismiques
Comme l'indique son PLU, l'ensemble du territoire de la commune de Vernoux-en-Vivarais est situé en zone de sismicité no 3 (sur une échelle de 1 à 5), comme la plupart des communes situées à proximité de la vallée du Rhône, mais en limite orientale de la zone no 2 qui correspond au plateau ardéchois.
| Type de zone | Niveau            | Définitions (bâtiment à risque normal) |
| ------------ | ----------------- | -------------------------------------- |
| Zone 3       | Sismicité modérée | accélération = 1,1 m/s2                |

#### Autres risques
Le plan local d'urbanisme (PLU) de la commune évoque également le risque Radon (niveau 3) et le risque mérule.

## Toponymie
Le nom "Vernoux" trouve certainement[Interprétation personnelle ?] ses origines dans le nom Vern originaire de l'Auln. Vivarais fut rattaché plus tard afin de désigner à la fois la région dans laquelle est situé le village, et le fait que celui-ci ait hébergé l'une des douze baronnies du Vivarais.

## Histoire
Il s'agit d'une fondation monastique due à l'abbaye de Cruas. Les remparts du village furent rasés en 1567, pendant les guerres de Religion.
Dans la nuit du 11 au 12 décembre 1745, 42 habitants de confession protestante sont tués et 400 blessés par la troupe et des bourgeois catholiques,à la suite de l'arrestation du pasteur local, Mathieu Majal dit Désubas et de 4 de ses fidèles paroissiens.
Ancienne baronnie des Chalencon, achetée en partie par les seigneurs de la Tourette qui siégèrent aux États du Languedoc.
Ce canton fut le seul canton rural de France à voter majoritairement "non" en 1851, par hostilité envers Louis-Napoléon Bonaparte soutenu par l'Église catholique.

## Politique et administration

### Liste des maires
| Période                                  | Période                   | Identité                    | Étiquette   | Qualité |
| ---------------------------------------- | ------------------------- | --------------------------- | ----------- | --- |
| Les données manquantes sont à compléter. |                           |                             |             | |
| août 1848                                | juillet 1853              | Jean-Baptiste Vinson        |             | |
| Les données manquantes sont à compléter. |                           |                             |             | |
| 1895                                     |                           | Simon Vialet                |             | Juge de paix suppléant |
| Les données manquantes sont à compléter. |                           |                             |             | |
| mai 1945                                 | mars 1959                 | Pierre Delarbre (1896-1963) | Rad.        | Médecin Conseiller général de Vernoux-en-Vivarais (1945 → 1963) |
| mars 1959                                | mars 1983                 | Raymond Finiels             | DVG puis PS | Vétérinaire Conseiller général de Vernoux-en-Vivarais (1963 → 1992) |
| mars 1983                                | juin 1995                 | Jean-François Michel        | UDF-CDS     | Directeur d'hôpital Député de l'Ardèche (1986 → 1988) |
| juin 1995                                | mars 2001                 | Joël Giraud                 | RPR         | |
| mars 2001                                | mars 2008                 | Jean-Pierre Maisonniac      | DVD         | |
| mars 2008                                | avril 2014                | Marie-Claude Martin         | DVD         | |
| avril 2014                               | En cours (au 25 mai 2020) | Martine Finiels             | PS          | Directrice d'établissement sanitaire et social Conseillère générale de Vernoux-en-Vivarais (2008 → 2015) Vice-présidente du conseil général (2008 → 2015) Conseillère départementale de Rhône-Eyrieux (2015 → 2021) 2e vice-présidente du conseil départemental (2015 → 2021) Présidente de la CC du Pays de Vernoux (2014 → 2016) Réélu pour le mandat 2020-2026 |

### Jumelage
- Baschi (Italie).

## Population et société

### Démographie
L'évolution du nombre d'habitants est connue à travers les recensements de la population effectués dans la commune depuis 1793. Pour les communes de moins de 10 000 habitants, une enquête de recensement portant sur toute la population est réalisée tous les cinq ans, les populations de référence des années intermédiaires étant quant à elles estimées par interpolation ou extrapolation. Pour la commune, le premier recensement exhaustif entrant dans le cadre du nouveau dispositif a été réalisé en 2006.

En 2022, la commune comptait 1 985 habitants, en évolution de +1,22 % par rapport à 2016 (Ardèche : +2,48 %, France hors Mayotte : +2,11 %).
| 1793  | 1800  | 1806  | 1821  | 1831  | 1836  | 1841  | 1846  | 1851  |
| ----- | ----- | ----- | ----- | ----- | ----- | ----- | ----- | ----- |
| 2 220 | 1 922 | 2 530 | 2 770 | 3 006 | 3 011 | 3 292 | 3 256 | 3 251 |

| 1856  | 1861  | 1866  | 1872  | 1876  | 1881  | 1886  | 1891  | 1896  |
| ----- | ----- | ----- | ----- | ----- | ----- | ----- | ----- | ----- |
| 3 125 | 3 202 | 3 207 | 3 240 | 3 231 | 3 041 | 3 056 | 2 933 | 2 912 |

| 1901  | 1906  | 1911  | 1921  | 1926  | 1931  | 1936  | 1946  | 1954  |
| ----- | ----- | ----- | ----- | ----- | ----- | ----- | ----- | ----- |
| 2 790 | 2 742 | 2 823 | 2 761 | 2 579 | 2 519 | 2 515 | 2 376 | 2 005 |

| 1962  | 1968  | 1975  | 1982  | 1990  | 1999  | 2006  | 2011  | 2016  |
| ----- | ----- | ----- | ----- | ----- | ----- | ----- | ----- | ----- |
| 1 929 | 1 941 | 1 885 | 1 969 | 2 037 | 1 721 | 1 877 | 1 873 | 1 961 |

| 2021  | 2022  | - | - | - | - | - | - | - |
| ----- | ----- | - | - | - | - | - | - | - |
| 1 977 | 1 985 | - | - | - | - | - | - | - |

### Enseignement
La commune est rattachée à l'académie de Grenoble.

### Médias
Vernoux-en-Vivarais est une petite commune à l'aspect essentiellement, positionnée dans la partie centrale département de l'Ardèche. Elle est rattachée à la communauté d'agglomération Privas Centre Ardèche et à l'arrondissement de Privas.

### Cultes
La communauté catholique et l'église paroissiale du Sacré-Cœur de Jésus (propriété de la commune) dépendent de la paroisse Saint Basile entre Doux et Dunière qui comprend 20 autres communes. Cette paroisse est elle-même rattachée au diocèse de Viviers.
La paroisse protestante Vernoux Chalencon de l'Église Protestante Unie de France utilise le temple à Vernoux.

## Culture locale et patrimoine

### Lieux et monuments
- Café de l'Empire : doit son nom à la venue de l'empereur Napoléon III, qui n'a pas obtenu le plébiscite du canton (seul canton rural de France à avoir voté contre). Classé monument historique.
- Château de La Tourette : ruine.
- Château de Vaussèche
- Église paroissiale du Sacré Cœur de Vernoux-en-Vivarais : son clocher de 51 mètres en fait l'édifice le plus haut de l'Ardèche.
- Le temple protestant : un premier temple fut construit en 1562 mais détruit en 1683 après le massacre de nombreux protestants par les dragons du Roi au lieu-dit l'Herbasse. Le temple actuel est construit entre 1824 et 1826. Très simple, il fait néanmoins partie des plus grands temples protestants de France.

Quelques photos de l'église et des châteaux de Vernoux-en Vivarais
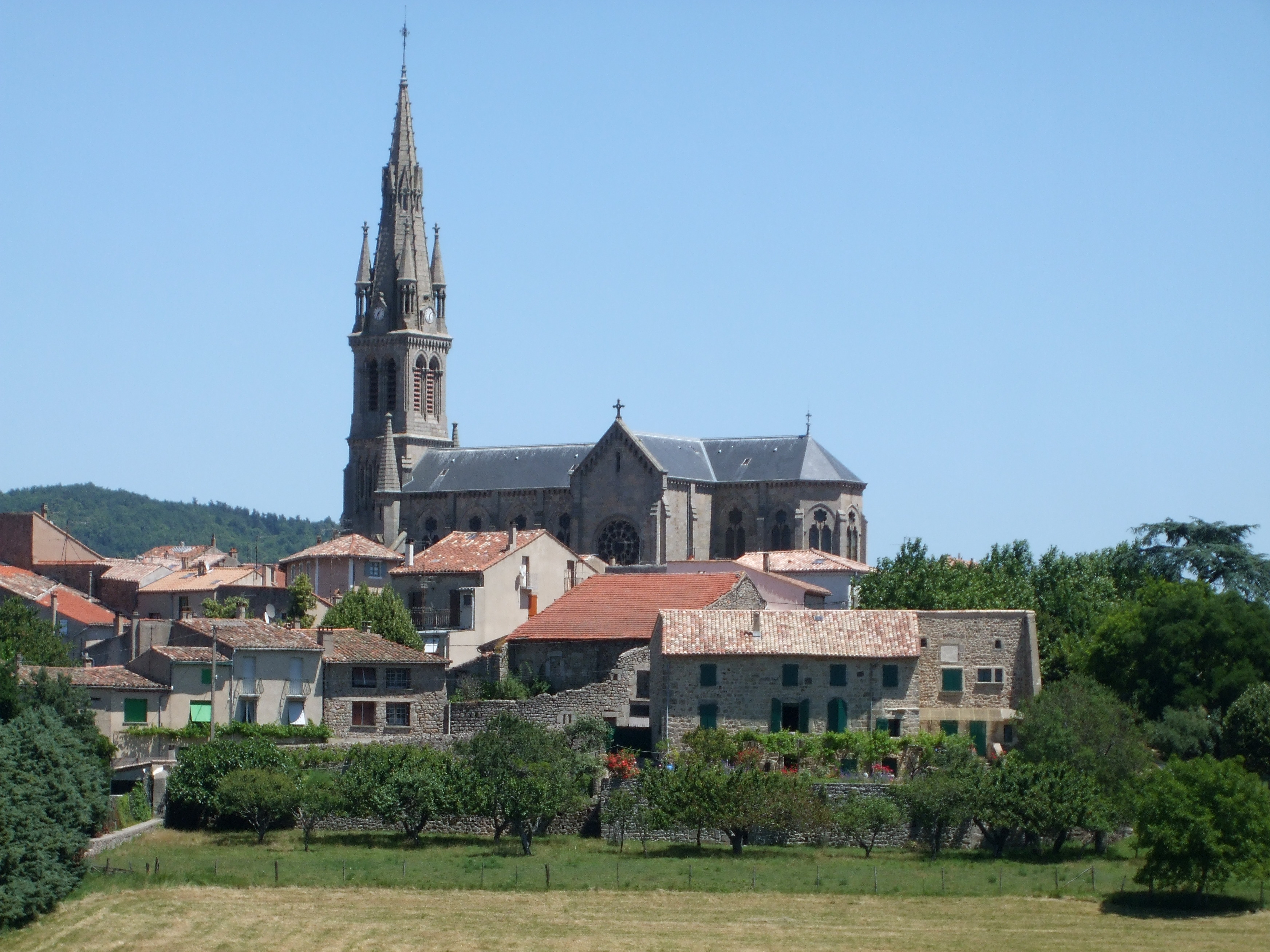
Église paroissiale du Sacré Coeur
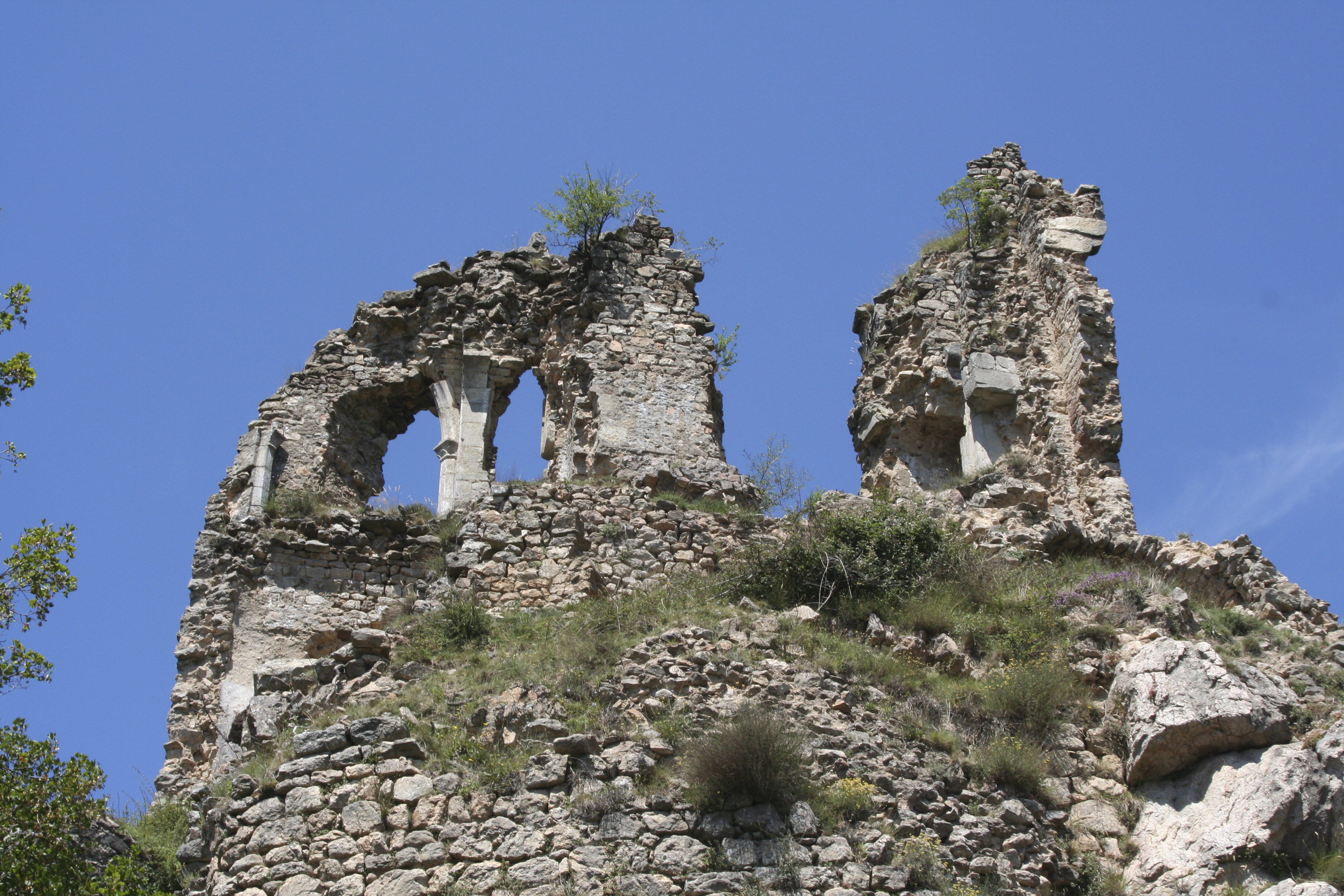
Le château de la Tourette.
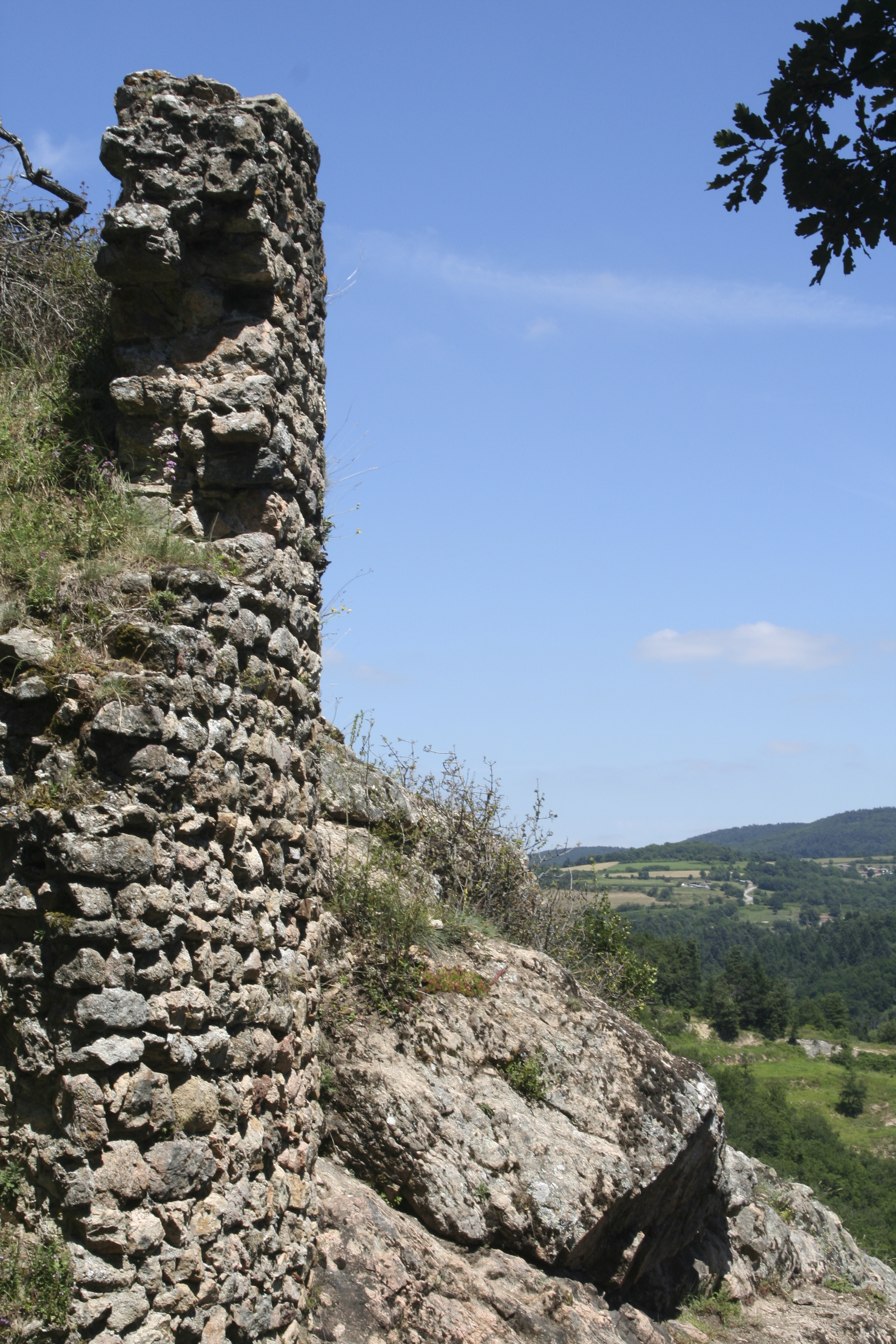
Le château de la Tourette.
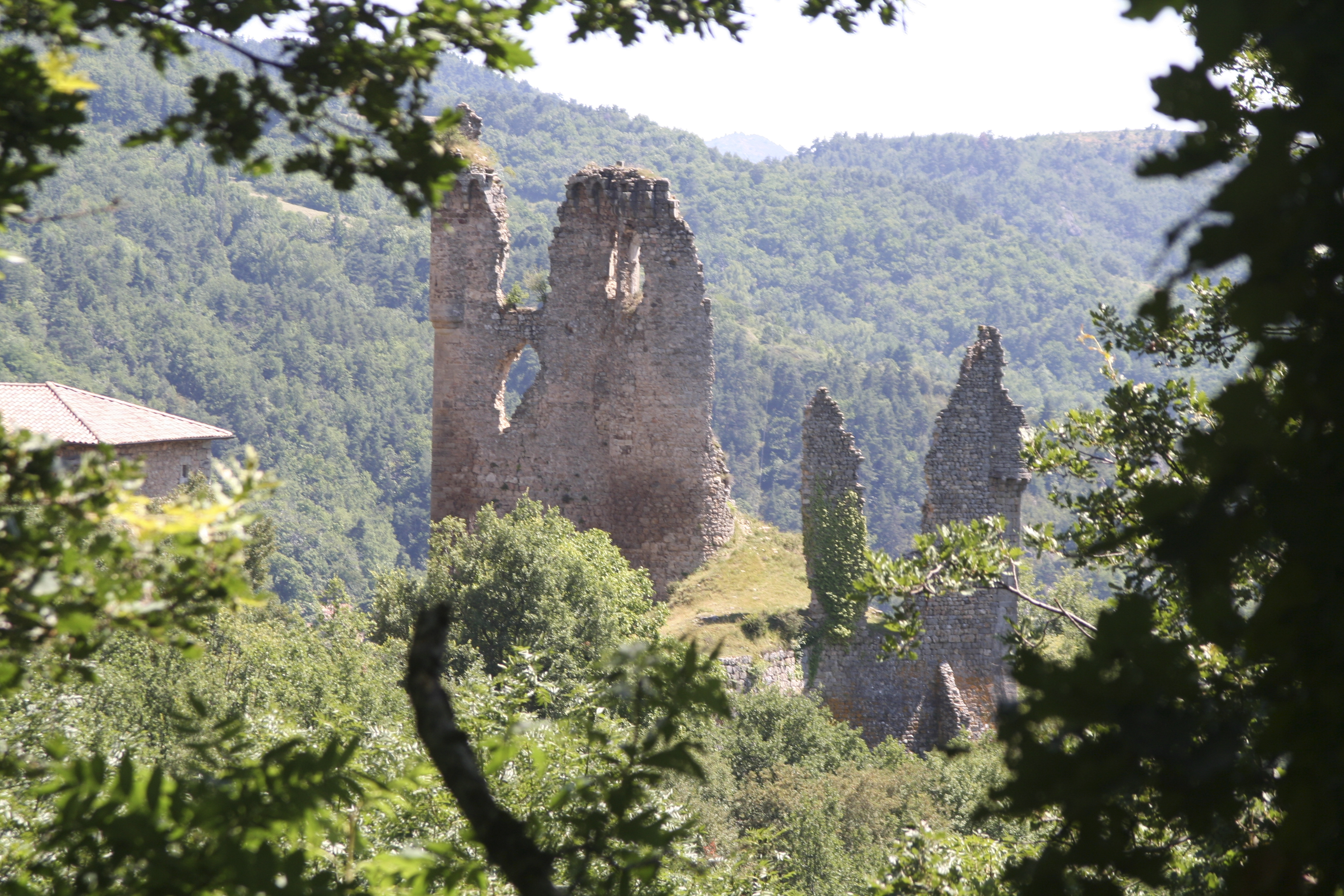
Le château de la Tourette.
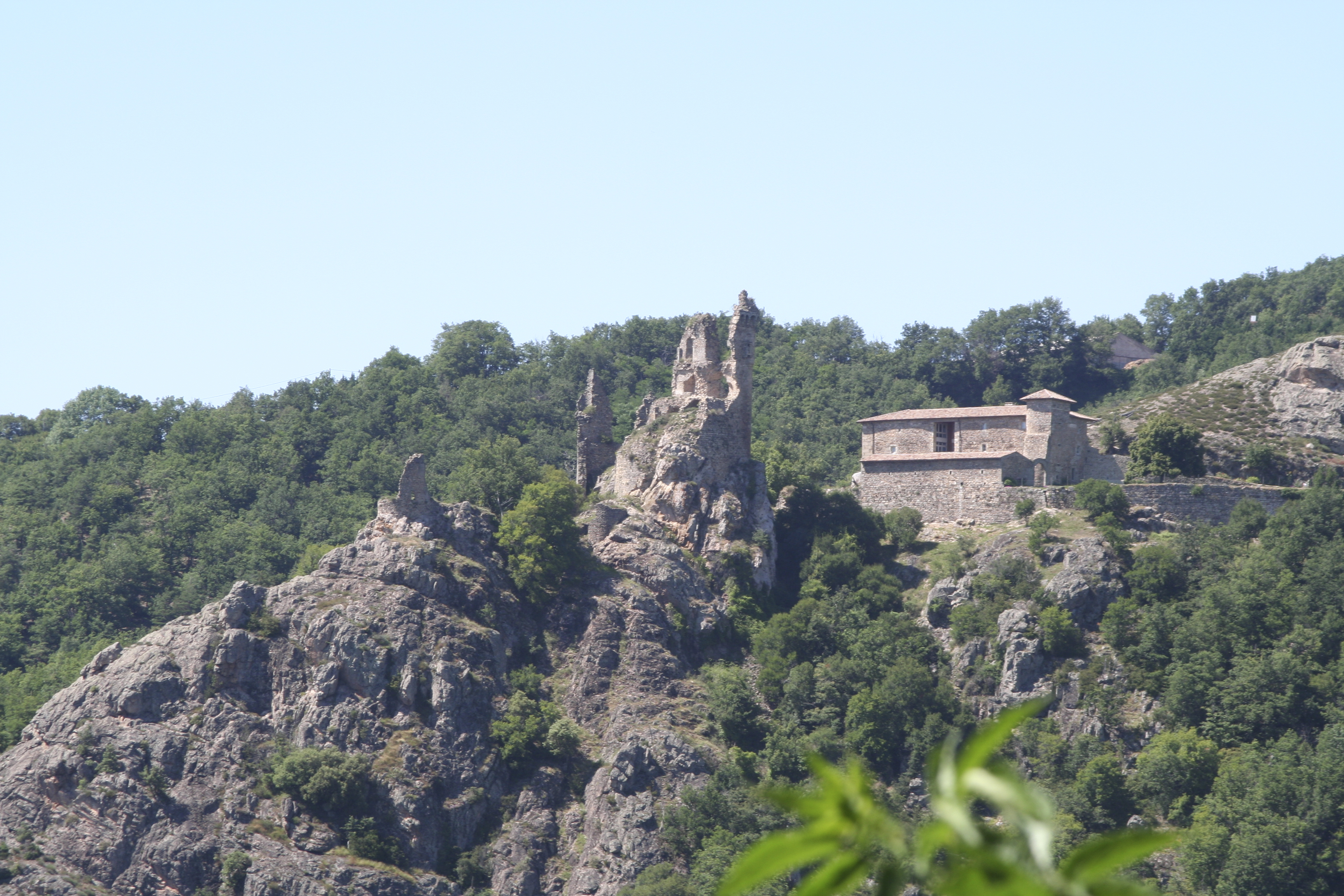
Le château de la Tourette.
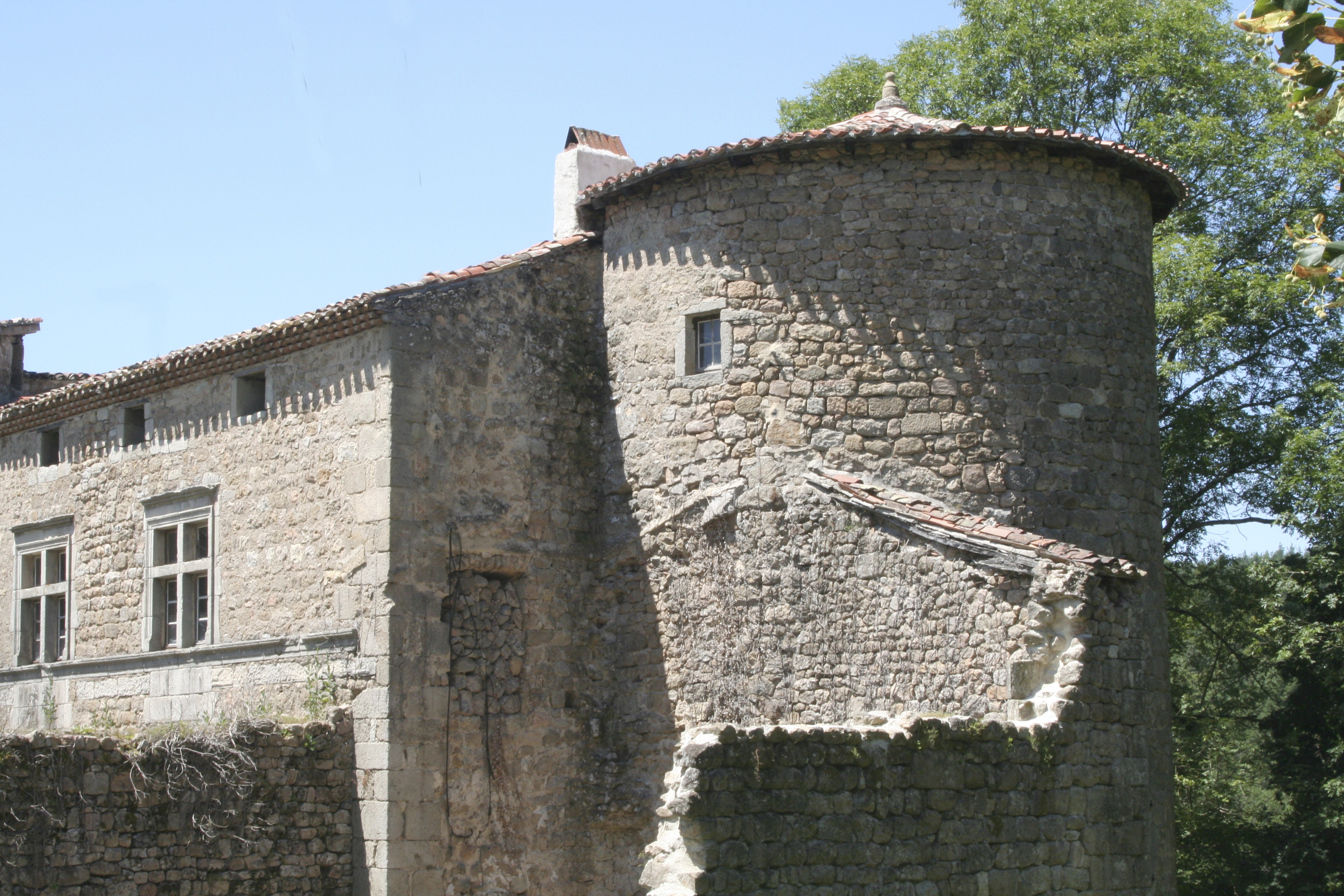
Le château de Vaussèche.
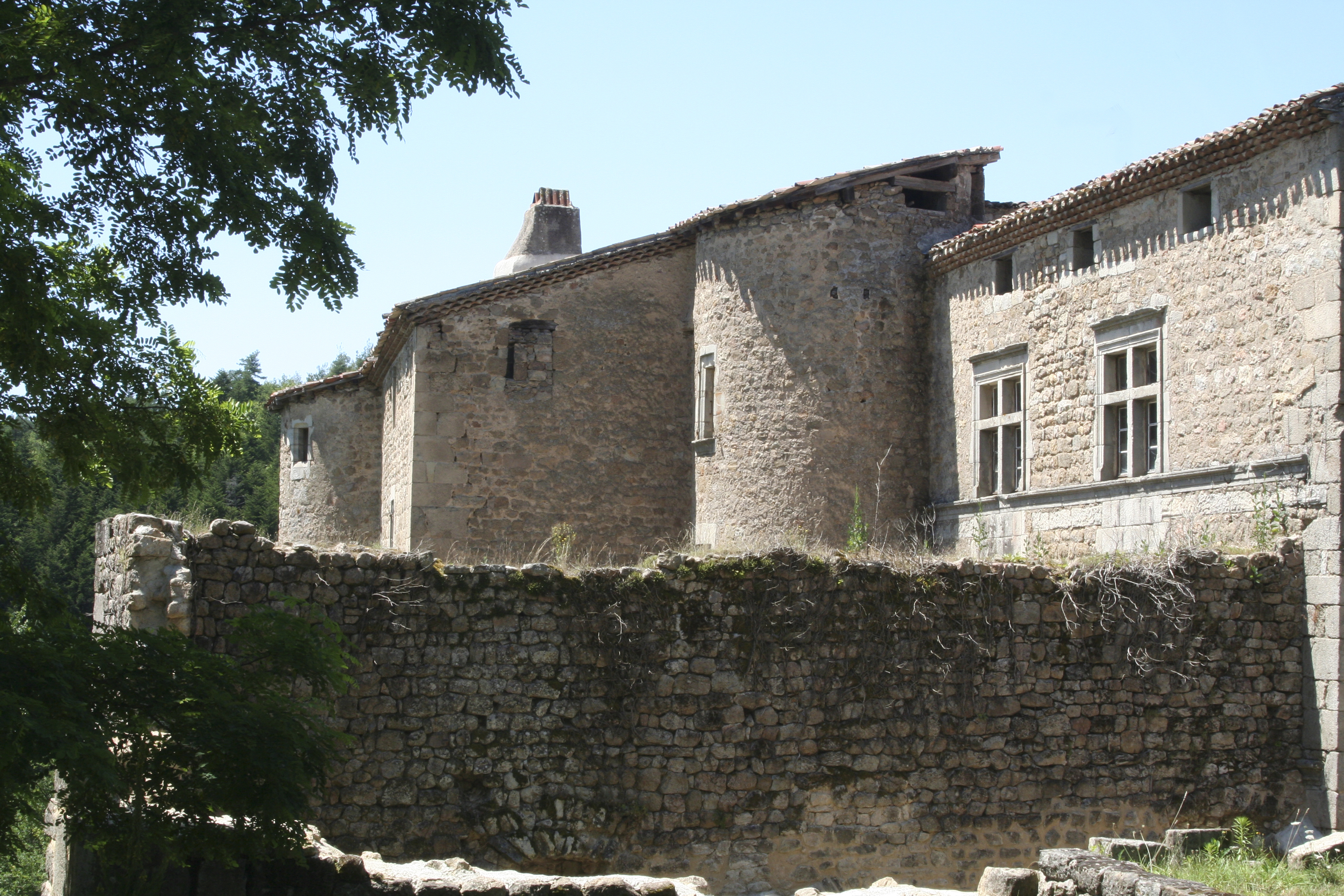
Le château de Vaussèche.

### Sports
Vernoux-en-Vivarais fait partie du sentier de grande randonnée 420, et est au centre de la grande randonnée de pays le "Tour du Pays de Vernoux". On peut également trouver un club de football, l'Amicale Sportive de Vernoux.

### Personnalités liées à la commune
- Joseph Isaïe Saint-Ange d'Indy (1769-1831), militaire et haut-fonctionnaire, né à Vernoux.
- Gaston Riou (1883-1958), homme politique

### Héraldique
| Blason de Vernoux-en-Vivarais | Blason  | D'azur à la ruche d'argent, sur une terrasse isolée de sinople et entourée d'abeilles d'argent volantes en nombre. Devise / CriVerno semper vernat (Vernoux toujours reverdit). |
| Blason de Vernoux-en-Vivarais | Détails | Le statut officiel du blason reste à déterminer. |